# Parque nacional de Tsavo West
El Parque nacional de Tsavo West, también traducible como Tsavo Oeste o Tsavo Occidental (inglés: Tsavo West National Park; suajili: Hifadhi ya Taifa ya Tsavo Magharibi) es un parque nacional de Kenia, situado en el condado de Taita-Taveta. Ocupa una superficie de 9.065 km². La carretera A109 de Nairobi a Mombasa y una vía de ferrocarril lo separan del adyacente Tsavo East. 
En Tsavo West se encuentran las populares Fuentes Mzima, el Lago Jipe y una rica y variada vida silvestre. Es gestionado por el Servicio de Vida Silvestre de Kenia. Dispone de animales grandes como el rinoceronte negro, el búfalo cafre, el elefante y el león masái.
Recibe el nombre del río Tsavo, que discurre de oeste a este por este parque nacional. Limita con el parque nacional de Chyulu Hills y es fronterizo con la Mkomazi Game Reserve de Tanzania.